# テレビドラマ化された日本の小説一覧
テレビドラマ化された日本の小説一覧（テレビドラマかされたにほんのしょうせついちらん）は、テレビドラマ化された日本の小説作品の一覧。なお、Wikipedia内に小説・もしくはテレビドラマの記事があるもののみを列記する。
| あ行 | あ | い | う | え | お | は行 | は | ひ | ふ | へ | ほ |
| か行 | か | き | く | け | こ | ま行 | ま | み | む | め | も |
| さ行 | さ | し | す | せ | そ | や行 | や |    | ゆ |    | よ |
| た行 | た | ち | つ | て | と | ら行 | ら | り | る | れ | ろ |
| な行 | な | に | ぬ | ね | の | わ行 | わ | ゐ |    |    |    |

【】内は単独記事が存在するテレビドラマの記事等

## あ
- あゝ東京行進曲（結城亮一） 【いちばん星】
- あゝ野麦峠（山本茂実）
- アイズ（鈴木光司） 【鈴木光司 リアルホラー】
- 愛染椿（大林清）
- 愛とおそれと（佐多稲子）
- 愛と死のかたみ（山口久代）
- 愛を乞うひと（下田治美）
- 藍より青く（山田太一）
- 蒼き狼（井上靖） 【蒼き狼 成吉思汗の生涯】
- 赤い影の男（島田一男）【プロファイター】
- 赤い殺意（藤原審爾）
- 赤かぶ検事シリーズ（和久峻三） 【赤かぶ検事奮戦記・新・赤かぶ検事奮戦記】
- 暁（武者小路実篤） 【あかつき】
- 赤ひげ診療譚（山本周五郎） 【1972年・】
- あかんたれ（花登筐）
- アキラとあきら（池井戶潤）
- 悪党たちは千里を走る（貫井徳郎）
- 赤穂浪士（大佛次郎） 【大河ドラマ・1979年・1999年】
- あしたの風（壺井栄）
- ア・ソング・フォー・ユー（柴田よしき）
- あばれはっちゃく（山中恒）
- 阿部一族（森鷗外） 【1995年】
- 天城越え（松本清張）
- 編笠十兵衛（池波正太郎） 【1974年・1997年】
- 雨あがる（山本周五郎） 【夫婦旅日記 さらば浪人】
- 鮎のうた（花登筺）
- アルキメデスは手を汚さない（小峰元） 【女子高校生殺人事件】
- ある日、アヒルバス（山本幸久）
- ある日、爆弾がおちてきて（古橋秀之）【世にも奇妙な物語 2013年 秋の特別編 ある日、爆弾がおちてきて】
- ある落日（井上靖）
- 荒地の恋（ねじめ正一）
- アー・ユー・テディ?（加藤実秋） 【テディ・ゴー!】

## い
- 池田大助捕物日記（野村胡堂）
- 石の繭（麻見和史）
- 伊豆の踊子（川端康成）
- 一年半待て（松本清張）
- 一の悲劇（法月綸太郎）【誘拐ミステリー超傑作 法月綸太郎 一の悲劇】
- 一路（浅田次郎）
- 一千兆円の身代金（八木圭一）
- 犬笛（西村寿行）
- 癒し屋キリコの約束（森沢明夫）
- 嫌な女（桂望実）
- 祈りのカルテ（知念実希人）

## う
- 兎の眼（灰谷健次郎）
- うず潮（林芙美子）
- 美しさと哀しみと（川端康成）
- 撃てない警官（安東能明）
- 海がきこえる（氷室冴子）
- 海と風と虹と（海音寺潮五郎） 【大河ドラマ】
- 海に降る（朱野帰子）
- 右門捕物帖（佐々木味津三） 【1969年・1974年・1982年】

## え
- 永遠の0（百田尚樹）
- エイジハラスメント（内館牧子）
- 江差の女（浅川清道）
- 絵島生島（舟橋聖一）
- 越前竹人形（水上勉）
- 江戸川乱歩の小説各作 【江戸川乱歩シリーズ 明智小五郎・江戸川乱歩の美女シリーズ】
- 江戸の紅葵（野村胡堂）
- 煙霞（黒川博行）
- 炎環（永井路子） 【草燃える】
- エンド・クレジットに最適な夏（福田栄一）

## お
- 黄金の犬（西村寿行）
- 黄金の日日（城山三郎）
- 往復書簡「十五年後の補習」（湊かなえ）【往復書簡〜十五年後の補習】
- おからの華（花登筺）
- 掟上今日子の推薦文（西尾維新）【掟上今日子の備忘録】
- 掟上今日子の挑戦状（西尾維新）【掟上今日子の備忘録】
- 掟上今日子の備忘録（西尾維新）
- 遅咲きの梅（津村節子）
- 良人の貞操（吉屋信子）
- おとこ鷹（子母澤寛）
- 鬼平犯科帳（池波正太郎）
- おはなはん一代記（林謙一） 【おはなはん】
- お耳役秘帳（島田一男）
- 父子鷹（子母澤寛） 【1972年】
- おゆき抄（塩田良平） 【おゆきさん】
- オヨヨ島の冒険（小林信彦） 【怪人オヨヨ】
- おらんだ左近（柴田錬三郎） 【おらんだ左近事件帖】
- オレたち花のバブル組（池井戸潤） 【半沢直樹】
- オレたちバブル入行組（池井戸潤） 【半沢直樹】
- ON 猟奇犯罪捜査班・藤堂比奈子シリーズ（内藤了） 【ON 異常犯罪捜査官・藤堂比奈子】
- 女が職場を去る日（沖藤典子）
- 女の顔（石坂洋次郎）
- 女の勲章（山崎豊子）
- 女の絶唱（竹田敏彦）
- 女の日時計（田辺聖子）
- 陰陽師（夢枕獏） 【2001年・2015年】
- 御宿かわせみ（平岩弓枝）

## か
- 怪人オヨヨ大統領（小林信彦） 【怪人オヨヨ】
- 怪盗探偵 山猫（神永学）
- 貝のうた（沢村貞子） 【おていちゃん】
- 顔（丹羽文雄） 【美しき煩悩】
- 隠れ菊（連城三紀彦）
- 陰の季節（横山秀夫）
- 影の地帯（松本清張）
- 翳りゆく夏（赤井三尋）
- かげろう絵図（松本清張）
- 傘をもたない蟻たちは（加藤シゲアキ）
- 感情8号線（畑野智美）
- 花実のない森（松本清張）
- 花神（司馬遼太郎） 【大河ドラマ】
- がしんたれ（菊田一夫）
- 火宅の人（檀一雄）
- 勝海舟（子母澤寛） 【大河ドラマ】
- カッコウの卵は誰のもの（東野圭吾）
- 体の中を風が吹く（佐多稲子）
- 株価暴落（池井戸潤）
- 神の守り人（上橋菜穂子）
- 神谷玄次郎捕物控（藤沢周平）
- 硝子の葦（桜木紫乃）
- 鴨川食堂（柏井壽）
- 華麗なる一族（山崎豊子） 【1974年・2007年版】
- 雁（森鷗外）
- 還暦探偵（藤田宜永） 【僕らプレイボーイズ 熟年探偵社】

## き
- 消えた巨人軍（西村京太郎）
- 消えた町（光瀬龍） 【その町を消せ!】
- 飢餓海峡（水上勉）
- 貴族探偵（麻耶雄嵩）
- 貴族探偵対女探偵（麻耶雄嵩）
- キッドナップ・ツアー（角田光代）
- 騎馬奉行まかり通る（陣出達朗） 【騎馬奉行】
- 兇悪の門（生島治郎） 【非情のライセンス】
- 共犯者（小杉健治）
- 共犯者（松本清張）
- 京まんだら（瀬戸内晴美）
- 切り裂きジャックの告白（中山七里）
- 霧の旗（松本清張）
- 銀漢の賦（葉室麟）
- 銀行総務特命（池井戸潤） 【花咲舞が黙ってない】
- 金田一耕助シリーズ（横溝正史） 【古谷一行版・土曜ワイド版】
- きんぴか（浅田次郎）
- 希望ヶ丘の人びと（重松清）

## く
- 空の城（松本清張） 【ザ・商社】
- 草（松本清張）
- 沓掛時次郎（長谷川伸）
- 国盗り物語（司馬遼太郎） 【大河ドラマ】
- 雲霧仁左衛門（池波正太郎） 【1979年・1987年・1991年・1995年・2013年】
- クラクラ日記（坂口三千代）
- 紅刷り江戸噂（松本清張） 【松本清張ミステリー時代劇】
- 黒い樹海（松本清張）
- 黒蜥蜴（江戸川乱歩）
- 黒猫の三角（森博嗣）
- 黒薔薇 刑事課強行犯係 神木恭子（二上剛）
- 黒部の太陽（木本正次） 【ドラマ】

## け
- 警視庁捜査二課・郷間彩香 特命指揮官（梶永正史） 【特命指揮官 郷間彩香】
- 決断（小杉健治）
- 螻蛄（黒川博行）
- 限界集落株式会社（黒野伸一）
- 検事の妹（竹田敏彦） 【人生の並木路】
- 検事の死命（柚月裕子）
- 賢者の愛（山田詠美）
- 元禄太平記（南条範夫）

## こ
- 校閲ガールシリーズ（宮木あや子）【地味にスゴイ！ 校閲ガール・河野悦子】
- 声を聞かせて（真崎かや） 【世にも奇妙な物語 2002年 秋の特別編】
- 木枯し紋次郎（笹沢左保）
- 虚空の旅人（上橋菜穂子）
- 午後の微笑（曽野綾子）
- 公訴取消し （小杉健治）
- 誤断（堂場瞬一）
- 古都（川端康成） 【1980年、2005年】
- 孤独の賭け（五味川純平） 【孤独の賭け〜愛しき人よ〜】
- 5人のジュンコ（真梨幸子）
- この世にたやすい仕事はない（津村記久子）
- この世の花（北條誠）
- このミステリーがすごい! 4つの謎 【このミステリーがすごい! ベストセラー作家からの挑戦状】
- 五番町夕霧楼（水上勉）
- 困ったなア（佐藤愛子）
- 殺しへの招待（天藤真） 【手紙-殺しへの招待-】
- 婚活刑事（安道やすみち）
- 氷の轍（桜木紫乃）

## さ
- 最後の仇討（吉村昭） 【遺恨あり　明治十三年 最後の仇討】
- 最後の証人（柚月裕子）
- 彩色江戸切絵図（松本清張） 【松本清張ミステリー時代劇】
- 櫻子さんの足下には死体が埋まっている（太田紫織）
- 細雪（谷崎潤一郎）
- 作家アリスシリーズ（有栖川有栖）
- 殺人鬼フジコの衝動（真梨幸子） 【フジコ】
- 殺人症候群（貫井徳郎） 【犯罪症候群】
- さよならドビュッシー（中山七里）
- されど愛の日々（阿木慎太郎） 【突然の明日】
- 残花繚乱（岡部えつ）
- 三十六人の乗客（有馬頼義）
- 三百六十五夜（小島政二郎）
- 三匹のおっさん（有川浩）
- 三面記事小説（角田光代）

## し
- 仕掛人・藤枝梅安（池波正太郎） 【必殺仕掛人】
- 時間エージェント（小松左京） 【ぼくとマリの時間旅行】
- 事件（大岡昇平）
- 地獄変（芥川龍之介）
- 事故調（伊兼源太郎）
- 沈まぬ太陽（山崎豊子）
- 下町ロケット（池井戸潤）
- 失踪症候群（貫井徳郎） 【犯罪症候群】
- 失踪HOLIDAY（乙一）
- しにがみのバラッド。（ハセガワケイスケ）
- 死の臓器（麻野涼）
- 忍ぶ川（三浦哲郎）
- 忍ぶ橋（北泉優子）
- 柴錬捕物帖 岡っ引どぶ（柴田錬三郎） 【岡っ引どぶ】
- 死人狩り（笹沢左保）
- 社長室の冬（堂場瞬一） 【社長室の冬 ‒巨大新聞社を獲る男‒】
- 邪魔（奥田英朗）
- 朱夏（今野敏）
- 自由学校（獅子文六）
- 宿命（小杉健治）
- 上流階級 富久丸百貨店外商部（高殿円）
- 所轄魂（笹本稜平）
- 贖罪の奏鳴曲（中山七里）
- 書店ガール（碧野圭）
- 巡査の休日（佐々木譲） 【北海道警察】
- 白い巨塔（山崎豊子） 【1967年・1978年・1990年・2003年】
- 次郎物語（下村湖人）
- 白と黒（横溝正史）
- 新吾十番勝負（川口松太郎）
- 新五捕物帳（陣出達朗）
- 真実一路（山本有三） 【赤い秘密】
- 新宿警察（藤原審爾）
- 真珠夫人（菊池寛）
- 新書太閤記（吉川英治） 【大河ドラマ】
- 新選組血風録（司馬遼太郎）
- 新・平家物語（吉川英治） 【大河ドラマ】
- 心理試験（江戸川乱歩）
- シーセッド・ヒーセッド（柴田よしき）

## す
- 水族館ガール（木宮条太郎）
- 水晶の鼓動（麻見和史）
- 推理小説（秦建日子） 【アンフェア】
- スケープゴート（幸田真音）
- スコールの夜（芦崎笙） 【ゴールドウーマン】
- 砂の器（松本清張）
- 素浪人 月影兵庫（南條範夫） 【2007年】

## せ
- 生活安全課0係 バタフライ（富樫倫太郎） 【警視庁ゼロ係〜生活安全課なんでも相談室〜】
- 生活安全課0係 ファイヤーボール （富樫倫太郎） 【警視庁ゼロ係〜生活安全課なんでも相談室〜】
- 青春の門（五木寛之）
- 制服捜査（佐々木譲）
- 精霊の守り人（上橋菜穂子）
- 西郷どん!（林真理子） 【西郷どん】
- 絶唱（大江賢次）
- 銭形平次捕物控（野村胡堂） 【大川橋蔵版・風間杜夫版】
- 銭の花（花登筺） 【細うで繁盛記】
- 千羽鶴（川端康成）

## そ
- 喪失の儀礼（松本清張）
- ソース（マヒル）【ソースさんの恋】
- 狙撃 地下捜査官（永瀬隼介）【狙撃】
- その時がきた（佐藤愛子）
- その花を見るな!（光瀬龍） 【その町を消せ!】
- その日まで（吉永南央）
- 空飛ぶ広報室（有川浩）
- 空飛ぶタイヤ（池井戸潤）
- それからの武蔵（小山勝清） 【1964年版・1981年・12時間ドラマ】
- ソロモンの偽証（宮部みゆき）

## た
- 第三の容疑者（小杉健治）
- だから荒野（桐野夏生）
- 民王（池井戸潤）
- 太陽の蝶（丹羽文雄） 【菜の花の女】
- 第二の結婚（林芙美子）
- 平将門（海音寺潮五郎） 【大河ドラマ】
- 高瀬舟（森鷗外）
- 立花登・青春手控え（藤沢周平） 【立花登青春手控え】
- 旅路（平岩弓枝）
- 太郎物語（曽野綾子） 【太郎の青春】
- 丹下左膳（林不忘）
- 探偵の探偵（松岡圭祐）
- 探偵少女アリサの事件簿 溝ノ口より愛をこめて（東川篤哉） 【探偵少女アリサの事件簿】
- 探偵・日暮旅人シリーズ（山口幸三郎）
  - 探偵・日暮旅人の探し物
  - 探偵・日暮旅人の失くし物
  - 探偵・日暮旅人の忘れ物
  - 探偵・日暮旅人の贈り物
  - 探偵・日暮旅人の宝物
  - 探偵・日暮旅人の壊れ物
  - 探偵・日暮旅人の笑い物
  - 探偵・日暮旅人の望む物
  - 探偵・日暮旅人の遺し物
  - 探偵・日暮旅人の残り物
- 暖流（岸田國士）

## ち
- 地方紙を買う女（松本清張）
- 中央流沙（松本清張）

## つ
- 月よりの使者（久米正雄）
- 築地の門出 ヤッさんIII（原宏一） 【ヤッさん～築地発！おいしい事件簿～】
- ツバキ文具店（小川糸） 【ツバキ文具店〜鎌倉代書屋物語〜】
- 椿山課長の七日間（浅田次郎）
- つぶやき岩の秘密（新田次郎）
- 妻と女の間（瀬戸内晴美）
- 妻は告白する（円山雅也）

## て
- D坂の殺人事件（江戸川乱歩）
- デザイナーベイビー（岡井崇）
- 鉄の骨（池井戸潤）
- テミスの求刑（大門剛明）
- 伝七捕物帳（陣出達朗）
- 天使のナイフ（薬丸岳）
- 電子の標的（濱嘉之） 【ドラマ】
- 天と地と（海音寺潮五郎） 【大河ドラマ】
- 天と地の守り人（上橋菜穂子）
- 天皇の世紀（大佛次郎）
- 天皇の料理番（杉森久英）
- 転落の詩集（石川達三）

## と
- 東京帝大叡古教授（門井慶喜） 【叡古教授の事件簿】
- 同心部屋御用帳（島田一男）【江戸の旋風シリーズ】
- ドS刑事 風が吹けば桶屋が儲かる殺人事件（七尾与史）【ドS刑事】
- ドS刑事 朱に交われば赤くなる殺人事件（七尾与史）【ドS刑事】
- ドS刑事 三つ子の魂百まで殺人事件（七尾与史）【ドS刑事】
- ドS刑事 桃栗三年柿八年殺人事件（七尾与史）【ドS刑事】
- 冬芽の人（大沢在昌）
- とげ（永瀬隼介）【とげ 小市民 倉永晴之の逆襲】
- どこにもない短編集（原田宗典）【世にも奇妙な物語 25周年記念!秋の2週連続SP バツ】
- 都市伝説セピア（朱川湊人）
- 隣りの女（向田邦子）【春が来た】
- 豆腐屋の四季（松下竜一）
- 逃亡（松本清張）
- 時をかける少女（筒井康隆） 【ドラマ（1972年・続編）】
- 徳川三国志（柴田錬三郎） 【1975年版】
- 徳川太平記（柴田錬三郎） 【1970年・1986年・2008年】
- 図書館戦争（有川浩）
- どっきり花嫁の記（与謝野道子）
- どっこいショ（遠藤周作）
- どっちがどっち（大木圭）
- どてらい男（花登筺）
- 跳びおりる（夏樹静子）

## な
- ナオミとカナコ（奥田英朗）
- なかよし小鳩組（荻原浩） 【ダメ父ちゃん、ヒーローになる！ 崖っぷち！人情広告マン奮闘記】
- 流れ行く者（上橋菜穂子）
- 嘆きの美女（柚木麻子）
- 名残の雪（眉村卓） 【幕末未来人】
- 謎解きはディナーのあとで（東川篤哉）
- なぞの転校生（眉村卓）
- 七つの会議（池井戸潤）
- 七瀬ふたたび（筒井康隆）
- 波の塔（松本清張）
- 鳴門秘帖（吉川英治）
- 南国太平記（直木三十五） 【風の隼人】
- なんて素敵にジャパネスク（氷室冴子）

## に
- 新妻鏡（小島政二郎）
- 虹の設計（北條誠）
- 二十一歳の父（曽野綾子）
- 日日の背信（丹羽文雄）
- 日本沈没（小松左京）
- 女系家族（山崎豊子）
- 女人平家（吉屋信子） 【ドラマ】
- 人間の証明（森村誠一）
- 人形佐七捕物帳（横溝正史）
- 人情裏長屋（山本周五郎） 【子連れ信兵衛】

## ぬ
- 額田女王（井上靖）
- ぬかるみの女（花登筺）

## ね
- 鼠、江戸を疾る（赤川次郎）
- 眠狂四郎（柴田錬三郎） 【1972年・1982年・1983年】
- ねらわれた学園（眉村卓） 【未来からの挑戦】

## の
- 信子（獅子文六） 【信子とおばあちゃん】
- 信長燃ゆ（安部龍太郎）

## は
- 萩を揺らす雨（吉永南央）
- 白昼の死角（高木彬光）
- 白鳥の騎士（北村寿夫）
- 破獄（吉村昭）
- 果つる底なき（池井戸潤）
- ハッピー・リタイアメント（浅田次郎）
- 花と竜（火野葦平）
- 花の生涯（舟橋聖一） 【大河ドラマ・1974年・12時間ドラマ】
- 花のれん（山崎豊子）
- 母の肖像（円地文子）
- 母の鈴（橋田壽賀子）
- 母の初恋（川端康成）
- はぶらし（近藤史恵）
- 破門（黒川博行）
- 春の坂道（山岡荘八）
- 破裂（久坂部羊）
- 挽歌（原田康子）
- 半七捕物帳（岡本綺堂）
- 半分の月がのぼる空（橋本紡）

## ひ
- 人質（佐々木譲） 【北海道警察】
- 人妻椿（小島政二郎）
- 獄の棘（大門剛明） 【ヒトヤノトゲ～獄の棘～】
- 火の粉（雫井脩介）
- 火花（又吉直樹）
- ビブリア古書堂の事件手帖（三上延） 【ドラマ】
- ヒポクラテスの誓い（中山七里）
- 標的（多岐川恭）
- 氷点（三浦綾子）
- 氷壁（井上靖）
- 氷紋（渡辺淳一）
- ビート（今野敏）

## ふ
- 風神の門（司馬遼太郎）
- 笛吹童子（北村寿夫）
- フォー・ディア・ライフ（柴田よしき）
- フォー・ユア・プレジャー（柴田よしき）
- 富嶽二景（子母澤寛） 【風の中のあいつ】
- 不機嫌な果実（林真理子）
- 不祥事（池井戸潤） 【花咲舞が黙ってない】
- 不信のとき（有吉佐和子） 【不信のとき〜ウーマン・ウォーズ〜】
- 二つの祖国（山崎豊子） 【山河燃ゆ】
- 不毛地帯（山崎豊子）
- プラ・バロック（結城充考）
- フリーター、家を買う。（有川浩）
- 冬の旅（立原正秋）
- プラージュ（誉田哲也）
- ブランケット・キャッツ（重松清）

## へ
- 平凡（角田光代） 【美しき三つの嘘】
- 紅孔雀（北村寿夫）

## ほ
- 望郷（湊かなえ）
- 北条政子（永井路子） 【草燃える】
- 放浪家族（船山馨）
- 放浪記（林芙美子）
- 北斗 ある殺人者の回心（石田衣良） 【北斗 -ある殺人者の回心-】
- 北斗の人（司馬遼太郎）
- ボクの妻と結婚してください。（樋口卓治）
- 星から来た（原田康子） 【私は忘れたい】
- 本日は、お日柄もよく（原田マハ）
- 保身（小杉健治）
- 坊つちやん（夏目漱石） 【ドラマ・新・坊っちゃん（1975年）】
- 炎（三浦しをん） 【美しき三つの嘘】
- 炎路を行く者（上橋菜穂子）
- 炎の経営者（高杉良）
- ぼんくら（宮部みゆき）

## ま
- 負け弁・深町代言 沈黙する証人（大門剛明） 【負け組法律事務所】
- 真昼の悪魔（遠藤周作）
- 真昼の月（松本清張）
- 幻の殺意（結城昌治）
- 幻の翼（逢坂剛） 【MOZU】
- 繭子ひとり（三浦哲郎）
- まんまこと（畠中恵）

## み
- ミステリなふたり（太田忠司）
- 密売人（佐々木譲） 【北海道警察】
- 源義経（村上元三） 【大河ドラマ】
- みをつくし料理帖（髙田郁）

## む
- 無影燈（渡辺淳一 【白い影】
- 無宿人別帳（松本清張） 【松本清張ミステリー時代劇】
- 娘と私（獅子文六）
- 無痛（久坂部羊）
- 武道館（朝井リョウ）
- ムーンストーン（湊かなえ） 【美しき三つの嘘】

## め
- 迷宮捜査（緒川怜）
- 名探偵キャサリン（山村美紗）
- メイド刑事（早見裕司）
- メガバンク最終決戦（波多野聖）

## も
- 盲人重役（城山三郎） 【汽笛が響く!】
- 燃えよ剣（司馬遼太郎）
- 百舌の叫ぶ夜（逢坂剛） 【MOZU】
- もってのほか（花登筺）
- もっとミステリなふたり（太田忠司）
- 樅ノ木は残った（山本周五郎） 【大河ドラマ】
- 桃太郎侍（山手樹一郎）

## や
- 野性の証明（森村誠一）
- ヤッさん（原宏一） 【ヤッさん～築地発！おいしい事件簿～】
- ヤッさんII 神楽坂のマリエ（原宏一） 【ヤッさん～築地発！おいしい事件簿～】
- 屋根裏の散歩者（江戸川乱歩）
- 闇の伴走者（長崎尚志）
- 闇の守り人（上橋菜穂子）
- 柔（富田常雄） 【黒帯風雲録 柔】

## ゆ
- 誘拐症候群（貫井徳郎） 【犯罪症候群】
- 夕ばえ作戦（光瀬龍）
- 雪国（川端康成）
- 雪之丞変化（三上於菟吉）
- 雪舞（渡辺淳一）
- 雪燃え（円地文子）
- ユタとふしぎな仲間たち（三浦哲郎）
- 油断!（堺屋太一）
- UFO大通り（島田荘司）
- 夢の守り人（上橋菜穂子）
- 夢を与える（綿矢りさ）

## よ
- ようこそ、わが家へ（池井戸潤）
- 吉原裏同心（佐伯泰英）
- 四十八人目の忠臣（諸田玲子） 【忠臣蔵の恋〜四十八人目の忠臣〜】

## ら
- 楽園（宮部みゆき）
- 落日燃ゆ（城山三郎）
- ランチのアッコちゃん（柚木麻子）

## り
- リバース（湊かなえ）
- リオ（今野敏）
- 陸王（池井戸潤）
- 流星ワゴン（重松清）
- 竜馬がゆく（司馬遼太郎） 【大河ドラマ】

## る
- ルーズヴェルト・ゲーム（池井戸潤）

## れ
- 恋愛時代（野沢尚）
- 廉恥（今野敏）

## ろ
- 64（ロクヨン）（横山秀夫）
- 路傍の石（山本有三）

## わ
- 若きいのちの日記（大島みち子）
- 若さま侍捕物手帖（城昌幸） 【1978年】
- 吾輩は猫である（夏目漱石）
- わが母は聖母なりき（八木隆一郎）
- 別れて生きる時も（田宮虎彦）
- 私の浅草（沢村貞子） 【おていちゃん】
- 私という名の変奏曲（連城三紀彦）
- わたしをみつけて（中脇初枝）
- 笑う警官（佐々木譲） 【北海道警察】
- 笑う招き猫（山本幸久）